# جون وود (لاعب كرة قاعدة)
جون وود (بالإنجليزية: John Wood)‏ هو لاعب كرة قاعدة أمريكي، ولد في 1872 في هاريسبرج في الولايات المتحدة، وتوفي في 30 يناير 1929 في فيلادلفيا في الولايات المتحدة.

## وصلات خارجية
- جون وود على موقعبيزبول رفرنس.كوم (الدوري الرئيسي) (الإنجليزية)